# Toshiya Miura
Toshiya Miura (japanisch 三浦 俊也 Miura Toshiya; * 16. Juli 1963 in der Präfektur Iwate) ist ein ehemaliger japanischer Fußballspieler und -trainer. Er ist der aktuelle Trainer der U-20 Fußballnationalmannschaft Thailands.

## Karriere

### Spieler
Miura erlernte das Fußballspielen in der Schulmannschaft der Kamaishi Minami High School und der Universitätsmannschaft der Komazawa-Universität. Danach spielte er bei den Morioka Zebra und Nippon Steel Kamaishi SC.

### Trainer
1997 wurde Miura bei den Brummell Sendai als Trainer eingestellt. 1998 wechselte er zum Ligakonkurrenten Mito HollyHock. Von 2000 bis 2001 war er der Trainer des J2-League-Vereins Omiya Ardija. 2004 kehrte er nach Omiya Ardija zurück und wurde mit demselben Verein Vizemeister der J2 League und stieg damit in die J1 League auf. 2007 wechselte er zum Zweitligisten Consadole Sapporo und wurde mit der Mannschaft Meister der J2 League und stieg erneut in die J1 League auf. 2009 wechselte er zum Ligakonkurrenten Vissel Kobe und 2011 zum Ligakonkurrenten Ventforet Kofu.

## Erfolge
Omiya Ardija
- J2 League Vizemeister: 2004

Consadole Sapporo
- J2 League: 2007

Vietnam
- AFF Championship dritter Platz: 2014
- Südostasienspiele Bronzemedaille: 2015